# Lenta.ru
Lenta.ru è un giornale on-line russo. Ha sede a Mosca ed è di proprietà del Rambler Media Group. È uno dei siti web in lingua russa più visitati in Russia, in Uzbekistan e in Bielorussia. In Russia è il sito di notizie più linkato nelle discussioni sui blog.

## Storia
Il sito web lenta.ru è stato creato nel 1999 da Anton Nosik, considerato il fondatore di tutto il giornalismo on line in Russia. Nosik è stato il caporedattore della rivista fino al 2004.
Nel 2004 è partita la seconda versione del sito, per adattarla a monitor e browser più moderni rispetto a quelli del 1999.
Nel 2013 la redazione ha rinnovato nuovamente l'impostazione generale del sito web, riammodernando lo stile grafico passando ad un design più rigoroso e riorganizzando la suddivisione in aree tematiche.

### Licenziamenti del 2014
Nel marzo del 2014 l'agenzia federale russa delle comunicazioni, il Roskomnadzor, emise un ammonimento nei confronti di lenta.ru perché aveva pubblicato un'intervista ad alcuni membri del movimento di estrema destra ucraino Pravyj Sektor, e nell'articolo compariva un collegamento esterno ad un sito web di Pavyj Sektor. Dopo poche ore, il proprietario del Rambler Media Group, il miliardario Aleksandr Mamut, ha licenziato la direttrice Galina Timchenko; questa decisione è stata interpretata dalla comunità giornalistica russa come un assoggettamento alla censura governativa. La maggior parte dei dipendenti (68 su 84) ha quindi reagito scrivendo lettere di dimissioni. Alcuni dei giornalisti che hanno lasciato lenta.ru per questa vicenda, hanno poi fondato assieme alla Timchenko, nello stesso anno, il quotidiano Meduza con sede in Lettonia. 
Nel 2020 Mamut ha venduto Rambler Media Group alla Sberbank.

### Anno 2022: l'invasione dell'Ucraina
Il 9 maggio 2022 lenta.ru ha pubblicato articoli che attaccavano molto duramente l'invasione su larga scala, con titoli come "L'esercito russo si è rivelato un esercito di ladri e predoni" o "Vladimir Putin si è trasformato in un dittatore patetico e paranoico". Questi articoli sono stati rimossi dopo poche ore, e la responsabilità di questa azione è stata assunta dai giornalisti Egor Polyakov e Alexandra Miroshnikova.
Al di là di questo gesto di dissenso, la linea editoriale di lenta.ru dal 2022 è stata favorevole all'operazione militare speciale,, e infatti nel febbraio 2025 un pacchetto di sanzioni dell'Unione europea nei confronti della Russia ha revocato a lenta.ru la licenza di trasmissione nell'Unione.